# Марийская традиционная религия
Мари́йская традицио́нная рели́гия (мар. Чимарий йӱла, Марий (марла) вера, Марий йӱла, Марла кумалтыш, Ошмарий-Чимарий и другие местные и исторические варианты наименований) — этническая религия марийцев, основанная на марийской мифологии, видоизменённой в Новое время под влиянием монотеизма (татарского ислама и русского православия).

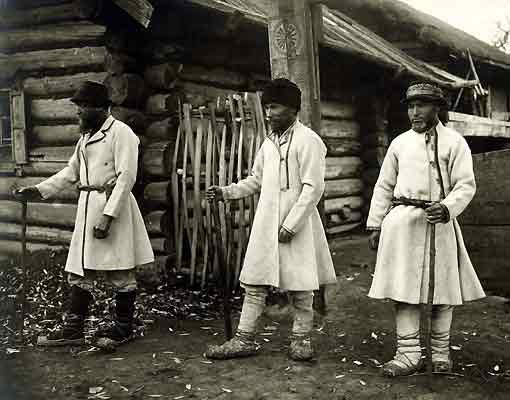
Карты — марийские жрецы (кон. XIX — нач. XX вв.)

## История и особенности
Марийская религия основывается на вере в силы природы, которую человек должен почитать и уважать. До начала распространения монотеистических учений марийцы почитали многих богов, известных под названием Юмо, признавая при этом главенство Большого Белого Бога (Ош Кугу-Юмо). В XIX веке языческие верования, под влиянием монотеистических воззрений их соседей, окончательно оформились и утвердился образ Единого Бога Тÿҥ Ош Поро Кугу Юмо (Единый Светлый Добрый Великий Бог).
Последователи Марийской традиционной религии осуществляют религиозные ритуалы, массовые моления, проводят благотворительные, культурно-просветительские мероприятия. Они обучают и воспитывают подрастающее поколение, издают и распространяют религиозную литературу.
С начала 2000-х годов произошло организационное оформление и регистрация в качестве нескольких местных и объединяющей их региональной централизованной религиозной организации Республики Марий Эл. Впервые было официально закреплено единое конфессиональное наименование марийская традиционная религия (мар. Марий Юмыйӱла). В настоящее время зарегистрированы четыре районные религиозные организации.
Молитвенные собрания и массовые моления проводятся в соответствии с традиционным календарём, при этом всегда учитывается положение Луны и Солнца. Общественные моления проходят, как правило, в священных рощах (кӱсото). Молением руководит онаеҥ (карт, карт кугыза).
Г. Яковлев пишет, что у луговых марийцев есть 140 богов, а у горных — около 70. Впрочем, часть этих богов, вероятно, возникла из-за неправильного перевода.

Главным богом является Кугу-Юмо — Великий Бог, обитающий на небе, возглавляет всех небесных и низших богов. По преданиям, ветер — его дыхание, радуга — лук. Также упоминается Кугурак — «старейшина» — иногда почитается также верховным богом: 
Прими в дар жеребёнка молодого в знак нашего почтения и уважения, не давай в обиду злым духам. 
Из других богов и духов у марийцев можно назвать:
- Пурышо — бог судьбы, заклинатель и создатель будущей судьбы всех людей;
- Азырен — (мар. «смерть») — по преданиям, являлся в виде сильного мужчины, подходившего к умирающему со словами: «Твоё время пришло!». Существует много легенд и сказаний, как люди пытались его обхитрить;
- Шудыр-Шамыч Юмо — бог звёзд;
- Туня Юмо — бог вселенной;
- Тул он Кугу Юмо — бог огня (возможно, просто атрибут Кугу-Юмо), также и Сурт Кугу Юмо — «бог» домашнего очага, Сакса Кугу Юмо — «бог» плодородия, Тутыра Кугу Юмо — «бог» тумана и другие — скорее всего, это просто атрибуты верховного бога;
- Тылмаче — докладчик и лакей божественной воли;
- Тылзе-Юмо — бог Луны;
- Ужара-Юмо — бог утренней зари.

В современное время моления производятся богам:
- Ош Поро Куго Юмо — (дословный перевод: Белый Добрый Старший Бог) верховный, самый главный бог;
- Шочынава — (дословный перевод: Мама, которая родила все сущее) богиня рождения;
- Тӱнямбал сергалыш.

Многие исследователи антиподом Куго-Юмо считают Кереметя. Места для жертвоприношений у Куго-Юмо и Кереметя отдельные. Места поклонения божествам называются Юмо-ото («божий остров» или «божественная роща»):
- Мер-ото — общественное место поклонения, где молятся всей общиной. Мер (от рус. мир «сельское общество») — общность, состоящая из нескольких территориальных групп деревень (тиште);
- Тукым-ото — семейно-родовое место поклонения.

По характеру моления также различаются на:
- случайные моления (например, о ниспослании дождя);
- общинные — крупные праздники (Семык, Агавайрем, Сюрем и др.);
- частные (семейные) — свадьба, рождение детей, похороны и др.[1][2]

## Марийская традиционная религия и неоязычество
Современные последователи марийской традиционной религии считают себя продолжателями аутентичных традиций этой религии. Этой же точки зрения придерживаются сотрудники Марийского института языка, литературы и истории.
По мнению финно-угроведа Владимира Напольских, в последнее время наблюдается ситуация сосуществования двух форм марийской этнической религии. В сельской местности сохраняется крестьянская религия, преемственность традиции в которой не прекращалась. Наряду с ней городской марийской интеллигенцией в 1990-е годы была сконструирована «национальная религия», призванная стать альтернативой христианству как «высокой религии». Этнолог В. А. Шнирельман отмечает, что «учебные пособия, утверждённые Министерством народного образования республики Марий Эл, знакомят школьников с образцами языческого фольклора, причём для этого порой пользуются современными поэтическими произведениями писателя А. Юзыкайна, стилизованными под марийские народные сказы».